# Hypsipetes ganeesa
Hypsipetes ganeesa là một loài chim trong họ Pycnonotidae.